# Nykøbing Football Club
Il Nykøbing Football Club, meglio noto come Nykøbing, è una società calcistica danese con sede nella città di Nykøbing Falster. Milita in 2. Division, la terza serie del campionato danese di calcio.

## Storia
La società è nata nel 1994 dalla fusione tra il Boldklubben 1901 (B 1901) e il Boldklubben 1921 (B 1921), col nome di Nykøbing Falster Alliancen o NFA. Mentre nel passato il B 1901 ha raggiunto traguardi di rilievo internazionale, tra i quali la partecipazione alla Coppa delle Coppe nel 1983-1984, il Nykøbing FC non ha mai raggiunto la massima divisione danese. Nel 2006 il club ha assunto la denominazione di Lolland-Falster Alliancen o LFA. Dal 2013 ha cambiato nome in Nykøbing Football Club.

## Palmarès

### Competizioni nazionali
- 2. Division: 2

2006-2007, 2020-2021